# Jānis Jaunsudrabiņš
Jānis Jaunsudrabiņš (Nereta, 1877. augusztus 25. – Körbecke, 1962. augusztus 25.) lett író, drámaíró és festő. 
A két világháború között az első Lett Köztársaság egyik legnépszerűbb írója.

## Élete
Jaunsudrabiņš a lett és litván határon található falucskában, Neretában született mezőgazdasági munkás családban. Hároméves korában elvesztette apját. Iskoláit részben lett, részben litván elemi iskolákban végezte. Az elemi iskola elvégzése után Rigába költözött, ahol 1897-ben mezőgazdasági iskolát végzett. Ezt követően művészeti iskolába járt. Egy mecénás segítségével Berlinbe utazhatott, ahol 1908 és 1909 között Lovis Corinth festő tanítványa volt. Első írásai 1896-ban jelentek meg.
Az első világháború idején az Észak-Kaukázusba menekült, Bakuban és Pjatyigorszkban élt és dolgozott. Visszatérve Rigába elsősorban képzőművészként volt aktív. 1919-ben egyik alapítója és első elnöke volt a független művészek egyesületének. Rendszeresen részt vett a lett művészek kiállításain, 1921-ben és 1927-ben gyűjteményes kiállítása volt Rigában. 1927-ben kitüntették a Három Csillag érdemrend nagykeresztjével.
1944-ben feleségével együtt a bevonuló szovjet csapatok elől Németországba menekült. 1948-ban a sauerlandi Körbeckében telepedett le, életének hátralévő részét itt élte le. Tanított a münsteri lett gimnáziumban és újságíróként is dolgozott. Amikor 1997-ben a körbeckei temetőt felszámolták, hamvait átszállították Lettországba és szülőfalujában, Neretában helyezték örök nyugalomra.
Neretában emlékmúzeum, Körbeckében emlékszoba őrzi emlékét.

## Irodalmi munkássága
Jaunsudrabiņš első verse 1896-ban jelent meg, első színdarabját 1906-ban mutatták be, de mint prózaíró aratta legnagyobb sikereit. Első prózai műveinek témái első szerelméhez kapcsolódnak. A „Veja ziedi” („Szélvirágok”, 1907) és „Aija” (1911) bonyodalmakban gazdag elbeszélések, az utóbbihoz folytatásokat is írt, így az először elbeszélés trilógia, majd regény lett. 1914-ben jelent meg a szerző illusztrációival a „Balta gramata” („Fehér könyv” 1914). Ez önéletrajzi elbeszélések füzére, a lettországi ifjúsági irodalom klasszikusa. Emigrációban írta meg folytatását „Zala gramata” („Zöld könyv” 1951) címmel. Számos novelláskötete jelent meg, nagy mestere volt a rövid, sokszor mindössze fél oldalnyi terjedelmű novelláknak. Az embereket, a természetet a festő szemével látta. Legfontosabb novelláskötetei: „Koloreti Zimejumi” („Színes rajzok”), „Liktenis” („A sors” 1936).
Németországi emigrációja idején Knut Hamsun, Guy de Maupassant, Charles De Coster műveit fordította lettre.

## Művei
- Vēja ziedi („Szélvirágok”, 1907)
- Aija („Aija”, 1911)
- Atbalss („Visszhang”, 1914)
- Baltajā grāmatā („Fehér könyv”, 1914, 1921)
- Nāves deja („Haláltánc”, 1924)
- Ziema („Tél”, 1925)
- Jaunsaimnieks un velns („Az újgazda és az ördög”, 1933)
- Neskaties saule („Ne nézz a napba”, 1936)
- Liktenis („A sors”, 1936)
- Augšzemnieki („Felföldiek”, 1937)
- Kapri („Capri”, 1939)
- Nauda („A pénz”, 1942)
- Zaļā grāmata („Zöld könyv”, 1950–1951)
- Es stastu savai sievai („A feleségemnek mesélek”, 1951)

### Magyar fordítások
- A lett irodalom kistükre, Fordította: Brodszky Erzsébet, Budapest: Európa Könyvkiadó, 251-256. o.. ISBN 963-07-0933-3 (1977)